# بیدور
بیدور (به لاتین: Bidur) یک شهرداری در نپال است که در استان شماره ۳ واقع شده‌است. بیدور ۲۶٬۷۵۰ نفر جمعیت دارد.